# Herman Liebaers
Herman Liebaers (Tienen, Bélgica, 1 de fevereiro de 1919 - Bruxelas, 9 de novembro de 2010) foi um linguista belga. Ele foi diretor-geral da central belga Royal Library e Marechal da Casa Real da Corte Real da Bélgica.